# Roundstone
Roundstone (iriska: Cloch na Rón) är en liten by i Connemara i grevskapet Galway i Republiken Irland, beläget på västkusten av ön. Orten Clifden ligger i närheten av Roundstone.
Roundstone grundades i mitten av 1820-talet av den Skotske ingenjören Alexander Nimmo. Byn bosattes sedan av fiskare och de utvecklade en hållbar fiskeindustri och omkring 1840 hade byn cirka 400 invånare.
År 2002 hade Roundstone totalt 239 invånare i orten samt 423 i det närliggande området.